# AMG-1020

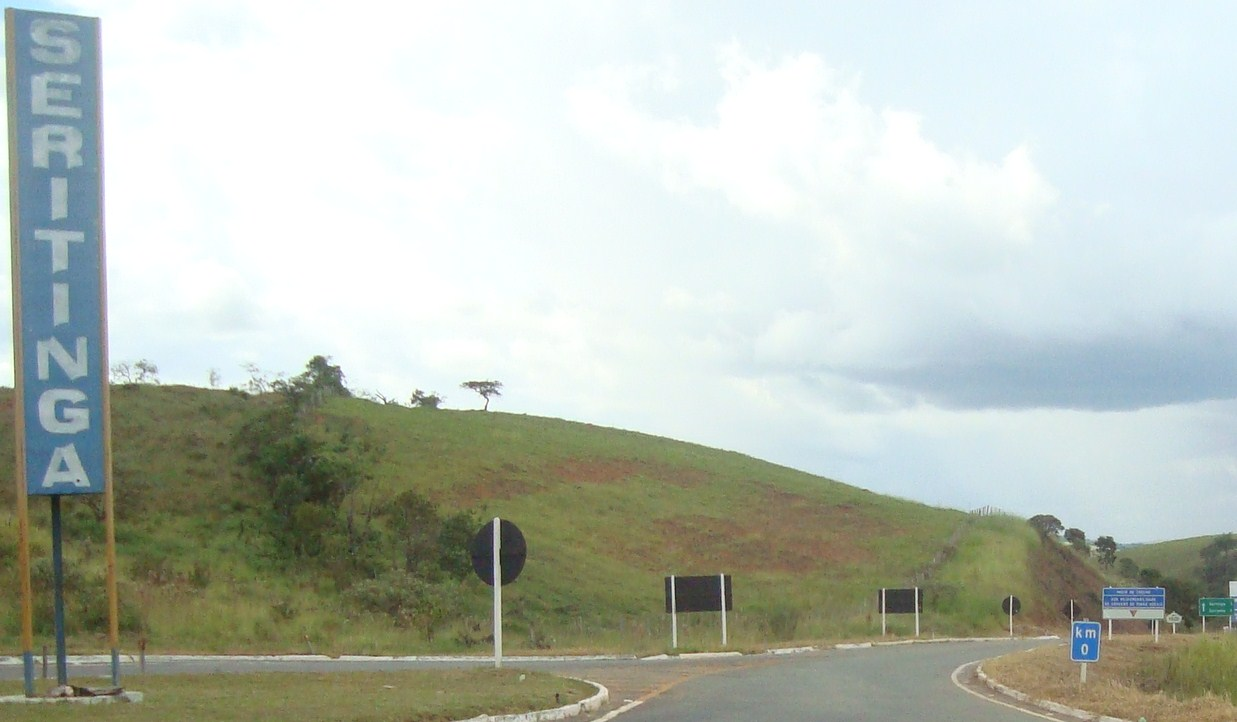
Trecho inicial da rodovia AMG-1020 no município de Carvalhos, próximo ao entroncamento com a rodovia BR-267.

AMG-1020 é uma rodovia brasileira do estado de Minas Gerais, localizada na mesorregião do Sul e Sudoeste de Minas. A rodovia, que é pavimentada e tem 6,1 km de extensão, integra o circuito turístico das Montanhas Mágicas da Mantiqueira e liga a rodovia federal BR-267, no município de Carvalhos, às sedes dos municípios de Seritinga e Serranos.